# Calolden
Il Calolden è un torrente in provincia di Lecco che nasce dai Pian dei Resinelli da cui scende per l'omonima valle (valle del Calolden) per immettersi poi nel torrente Gerenzone.
Il torrente segna anche il confine tra Laorca e Pomedo. Lungo il suo corso il ponte più famoso è l'antichissimo Ponte della Gallina.